# Evan Williams (Fußballspieler)
Samuel Evan Williams (* 15. Juli 1943 in Dumbarton; † 20. Februar 2025 in Helensburgh) war ein schottischer Fußballtorhüter. Mit Celtic Glasgow gewann er in den 1970er Jahren fünfmal die Schottische Meisterschaft, zweimal den Pokal und einmal den Ligapokal.

## Karriere

### Verein
Evan Williams wurde im Jahr 1943 in Dumbarton geboren. Er begann seine Karriere in der etwa sechs Kilometer nördlich von Dumbarton und 25 Kilometer nordwestlich von Glasgow gelegenen Stadt Alexandria beim FC Vale of Leven. In der Saison 1963/64 sammelte Williams erste Profierfahrung beim schottischen Zweitligisten FC East Fife. Von 1964 bis 1966 spielte er bei Third Lanark. In der Spielzeit 1967/68 war er dreizehnmal für den englischen Erstligaaufsteiger Wolverhampton Wanderers aktiv. Im Oktober 1969 wurde Williams als Nachfolger für Ronnie Simpson von Celtic Glasgow verpflichtet. Kurz nach seiner Unterschrift in Glasgow wurde er an Aston Villa verliehen, die zu diesem Zeitpunkt von Tommy Docherty trainiert wurde. Williams kehrte nach zwölf Einsätzen für Villa im November 1969 zurück zu Celtic. Sein Debüt für die Bhoys absolvierte der Torhüter am 1. Dezember 1969 im Ligaspiel gegen den FC St. Mirren im Celtic Park. In der Saison 1969/70 erreichte er mit Celtic das Finale im Europapokal der Landesmeister, das er gegen Feijenoord Rotterdam verlor. Bei der 1:2-Niederlage nach Verlängerung in Mailand stand Williams zwischen den Pfosten und konnte die beiden Gegentore von Rinus Israël und Ove Kindvall nicht verhindern. In derselben Saison gewann er mit seiner Mannschaft trotzdem die schottische Meisterschaft und den Ligapokal. In den folgenden vier Spielzeiten gewann er mit Celtic vier weitere Meisterschaften sowie in den Jahren 1971 und 1972 den Pokal. Damit gewann er zweimal das große und einmal das kleine Double in Schottland. Nach der Verpflichtung von Ally Hunter verlor Williams das vertrauen von Jock Stein, so dass er kaum noch zum Einsatz kam. Sein letztes Spiel absolvierte er im März 1974 im Europapokal der Landesmeister gegen den FC Basel, bei dem er zweimal gegen den Torschützen Ottmar Hitzfeld schlecht aussah. Nach insgesamt 148 Pflichtspielen (82 in der Liga, 19 Pokal, 25 Ligapokal, 22 Europapokal) wechselte Williams im Sommer 1974 zum FC Clyde. Nach einer Saison und 21 Einsätzen wechselte er zum FC Stranraer, wo er im Jahr 1976 seine Karriere beendete. Nach seiner Zeit als aktiver Spieler trainierte er seinen Heimatverein FC Vale of Leven. Unter seinem früheren Teamkollegen von Celtic Harry Hood war er im 1981 Co-Trainer der Albion Rovers. Von 2001 bis 2003 trainierte er den Amateurverein Ardeer Thistle aus Stevenston, North Ayrshire.

## Erfolge
mit Celtic Glasgow:
- Schottischer Meister: 1970, 1971, 1972, 1973, 1974
- Schottischer Pokalsieger: 1971, 1972
- Schottischer Ligapokalsieger: 1970

## Tod
Williams starb am 20. Februar 2025 im Alter von 81 Jahren.